# Deportivo Alavés
Maillots
Actualités
Le Deportivo Alavés est un club de football basé à Vitoria-Gasteiz, la capitale de l'Alava, l'une des provinces du Pays basque espagnol. Fondé en 1921, son plus grand succès est obtenu en 2001 lorsque le club atteint la finale de la Coupe UEFA (défaite face à Liverpool 5 buts à 4). Après plusieurs années passées dans les divisions inférieures, le club retrouve la première division en 2017.

## Histoire
| \| Vitoria-Gasteiz \| Emplacement de Vitoria-Gasteiz. |
| Vitoria-Gasteiz                                       |

Le club est fondé le 23 janvier 1921.
Le club évolue en première division pendant 14 saisons : de 1930 à 1933, puis de 1954 à 1956, ensuite pendant 5 saisons consécutives de 1998 à 2003, puis lors de la saison 2005-2006, et enfin à compter de la saison 2016-2017.
Le club obtient son meilleur classement en première division lors de la saison 1999-2000, où il se classe sixième du championnat, avec 17 victoires, 10 matchs nuls et 11 défaites.
Cette belle performance lui permet de participer à la Coupe UEFA la saison suivante. Lors des huitièmes de finale, le club crée la surprise en éliminant la prestigieuse équipe italienne de l'Inter Milan. Le Deportivo Alavés écarte ensuite le Rayo Vallecano et Kaiserslautern. En finale, Alavés est opposé à l'équipe anglaise de Liverpool, mais doit s'incliner au but en or sur le score de 5-4, sur un cruel but contre son camp du défenseur Delfí Geli.
Le club atteint les quarts de finale de la Coupe d'Espagne en 1930, 1932, 1978 et 1979, ainsi que les demi-finales en 1998 et 2004.
Le 29 mai 2016, le club entraîné par José Bordalás remporte le championnat de deuxième division et remonte en première division dix saisons après sa dernière apparition à ce niveau. Mauricio Pellegrino succède à José Bordalás au poste d'entraîneur. Alavés se distingue au cours de la troisième journée du championnat en s'imposant à l'extérieur face au FC Barcelone.
Le 8 février 2017, Alavés bat 1 à 0 le Celta de Vigo lors de la demi-finale retour de la Coupe d'Espagne et se qualifie pour sa première finale. Le 27 mai 2017, Alavés est battu en finale 3 à 1 par le FC Barcelone.

## Bilan sportif

### Palmarès
| Championnats nationaux | Coupes nationales et régionales | Compétitions internationales      |
| - Championnat d'Espagne - Meilleure performance : 6e en 2000 - Championnat d'Espagne D2 (4) : - Champion : 1930, 1954, 1998 et 2016. - Championnat d'Espagne D3 (1) : - Champion : 2013 | - Campeonato de Vizcaya (1) : - Champion : 1930 - Copa Brigadas de Navarra (1) : - Champion : 1938 - Campeonato de Guipúzcoa (1) : - Champion : 1939 - Copa del Rey : - Finaliste : 2017 | - Coupe UEFA : - Finaliste : 2001 |

### Bilan saison par saison
| Année     | Championnat | Championnat | Championnat | Championnat | Championnat | Championnat | Championnat | Championnat | Championnat | Championnat | Meilleur buteur du club en championnat | Meilleur buteur du club en championnat | Coupe d'Espagne | Coupes d'Europe | Coupes d'Europe |
| Année     | Div.        | Pos.        | Pts         | M           | V           | N           | D           | BP          | BC          | Diff.       | Nom                                    | Buts                                   | Coupe d'Espagne | Compét.         | Tour            |
| --------- | ----------- | ----------- | ----------- | ----------- | ----------- | ----------- | ----------- | ----------- | ----------- | ----------- | -------------------------------------- | -------------------------------------- | --------------- | --------------- | --------------- |
| 1999-2000 | D1          | 6e          | 61          | 38          | 17          | 10          | 11          | 41          | 37          | +4          | Julio Salinas                          | 8                                      | 1/8e de f.      | -               | -               |
| 2000-2001 | D1          | 10e         | 49          | 38          | 14          | 7           | 17          | 58          | 59          | -1          | Moreno                                 | 22                                     | 1/16e de f.     | C3              | Finaliste       |
| 2001-2002 | D1          | 7e          | 54          | 38          | 17          | 3           | 18          | 41          | 44          | -3          | Coloccini, Llorens & Magno             | 6                                      | 1/8e de f.      | -               | -               |
| 2002-2003 | D1          | 19e         | 35          | 38          | 8           | 11          | 19          | 38          | 68          | -30         | Navarro                                | 10                                     | 1/8e de f.      | C3              | 2e tour         |
| 2003-2004 | D2          | 4e          | 74          | 42          | 20          | 14          | 8           | 48          | 32          | +16         | Navarro                                | 10                                     | 1/2 f.          | -               | -               |
| 2004-2005 | D2          | 3e          | 76          | 42          | 23          | 7           | 12          | 62          | 47          | +15         | Bodipo                                 | 16                                     | 1/16e de f.     | -               | -               |
| 2005-2006 | D1          | 18e         | 39          | 38          | 9           | 12          | 17          | 35          | 54          | -19         | Aloisi                                 | 10                                     | 3e tour         | -               | -               |
| 2006-2007 | D2          | 17e         | 52          | 42          | 13          | 13          | 16          | 51          | 60          | -9          | Aloisi & Arthuro                       | 6                                      | 1/8e de f.      | -               | -               |
| 2007-2008 | D2          | 17e         | 51          | 42          | 12          | 15          | 15          | 41          | 47          | -6          | Aganzo                                 | 11                                     | 3e tour         | -               | -               |
| 2008-2009 | D2          | 19e         | 43          | 42          | 11          | 10          | 21          | 42          | 64          | -22         | Guerra                                 | 9                                      | 2e tour         | -               | -               |
| 2009-2010 | D3          | 5e          | 62          | 38          | 16          | 14          | 8           | 45          | 31          | +14         | Martínez                               | 8                                      | 1er tour        | -               | -               |
| 2010-2011 | D3          | 3e          | 66          | 38          | 18          | 12          | 8           | 63          | 43          | +20         | Jito                                   | 12                                     | 1er tour        | -               | -               |
| 2011-2012 | D3          | 6e          | 59          | 38          | 14          | 17          | 7           | 64          | 39          | +15         | Sendoa                                 | 12                                     | 3e tour         | -               | -               |
| 2012-2013 | D3          | 1er PO      | 82          | 38          | 25          | 7           | 6           | 57          | 22          | +35         | Viguera                                | 13                                     | 1/16e de f.     | -               | -               |
| 2013-2014 | D2          | 18e         | 51          | 42          | 13          | 12          | 17          | 57          | 57          | 0           | Viguera                                | 25                                     | 3e tour         | -               | -               |
| 2014-2015 | D2          | 13e         | 53          | 42          | 14          | 11          | 17          | 49          | 53          | -4          | Barreiro                               | 11                                     | 1/16e de f.     | -               | -               |
| 2015-2016 | D2          | 1er         | 75          | 42          | 21          | 12          | 9           | 49          | 35          | +14         | Toquero                                | 9                                      | 3e tour         | -               | -               |
| 2016-2017 | D1          | 9e          | 55          | 38          | 14          | 13          | 11          | 41          | 43          | -2          | Deyverson                              | 7                                      | Finaliste       | -               | -               |
| 2017-2018 | D1          | 14e         | 47          | 38          | 15          | 2           | 21          | 40          | 50          | -10         | Munir                                  | 10                                     | 1/4 de f.       | -               | -               |
| 2018-2019 | D1          | 11e         | 50          | 38          | 13          | 11          | 14          | 39          | 50          | -11         | Jonathan Calleri                       | 9                                      | 1/16e de f.     | -               | -               |
| 2019-2020 | D1          | 16e         | 39          | 38          | 10          | 9           | 19          | 34          | 59          | -25         | Lucas Pérez & Joselu                   | 11                                     | 1er tour        | -               | -               |
| 2020-2021 | D1          | 16e         | 38          | 38          | 9           | 11          | 18          | 36          | 57          | -21         | Joselu                                 | 11                                     | 1/16e de f.     | -               | -               |
| 2021-2022 | D1          | 20e         | 31          | 38          | 8           | 7           | 23          | 31          | 65          | -34         | Joselu                                 | 14                                     | 2e tour         | -               | -               |
| 2022-2023 | D2          | 4e          | 71          | 42          | 19          | 14          | 9           | 47          | 33          | +14         | Luis Rioja                             | 10                                     | 1/8 de f.       | -               | -               |
| 2023-2024 | D1          | 10e         | 46          | 38          | 12          | 10          | 16          | 36          | 46          | -10         | Samu Aghehowa                          | 8                                      | 1/8 de f.       | -               | -               |
| 2024-2025 | D1          | 15e         | 42          | 38          | 10          | 12          | 16          | 38          | 48          | -10         | Kike                                   | 13                                     | 2e tour         | -               | -               |

### Bilan européen
Légende
- Victoire ou qualification pour le tour suivant
- Match nul
- Défaite ou élimination de la compétition

Note : dans les résultats ci-dessous, le score du club est toujours donné en premier.
| Saison    | Compétition | Tour                | Club              | Domicile | Extérieur | Total |
| --------- | ----------- | ------------------- | ----------------- | -------- | --------- | ----- |
| 2000-2001 | Coupe UEFA  | 64es de finale      | Gaziantepspor     | 0 - 0    | 4 - 3     | 4 - 3 |
| 2000-2001 | Coupe UEFA  | 32es de finale      | Lillestrøm SK     | 3 - 1    | 2 - 2     | 5 - 3 |
| 2000-2001 | Coupe UEFA  | Seizièmes de finale | Rosenborg BK      | 1 - 1    | 3 - 1     | 4 - 2 |
| 2000-2001 | Coupe UEFA  | Huitièmes de finale | Inter Milan       | 3 - 3    | 2 - 0     | 5 - 3 |
| 2000-2001 | Coupe UEFA  | Quarts de finale    | Rayo Vallecano    | 3 - 0    | 1 - 2     | 4 - 2 |
| 2000-2001 | Coupe UEFA  | Demi-finales        | FC Kaiserslautern | 5 - 1    | 4 - 1     | 9 - 2 |
| 2000-2001 | Coupe UEFA  | Finale              | Liverpool FC      | 4 - 5    | 4 - 5     | 4 - 5 |
| 2002-2003 | Coupe UEFA  | 64es de finale      | MKE Ankaragücü    | 2 - 1    | 3 - 0     | 5 - 1 |
| 2002-2003 | Coupe UEFA  | 32es de finale      | Beşiktaş JK       | 1 - 1    | 0 - 1     | 1 - 2 |

## Identité du club

### Logos du club

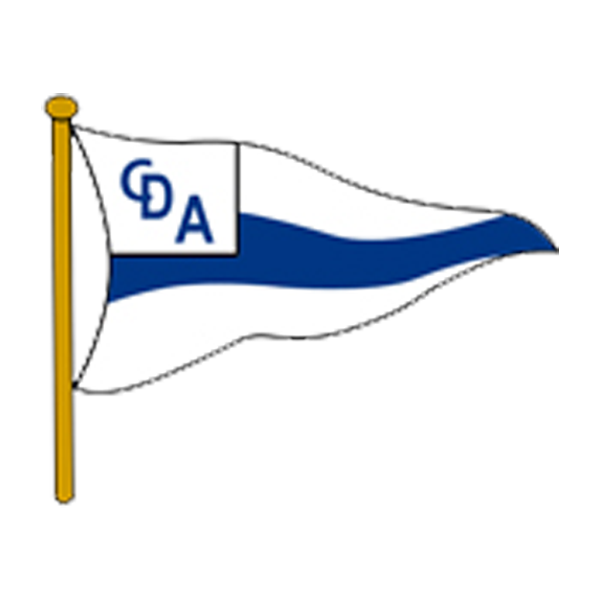
Deuxième version du fanion utilisé comme blason du club (1923)

Ancien logo
Logo de 2013 à 2020
Logo depuis 2020

### Maillots
|  | 1921 |  | 1925 |  | 1926-1990 |  | 1991-1999 |  | 1999-2002 |  | 2011-2012 |  | 2012-2013 |  | 2013-2015 | 2016-2017 |

## Joueurs et personnalités du club

### Entraîneurs
Le tableau suivant présente la liste des entraîneurs du club depuis 1926.

### Effectif professionnel actuel
Le premier tableau liste l'effectif professionnel du Deportivo Alavés pour la saison 2025-2026. Le second recense les prêts effectués par le club lors de cette même saison.
En grisé, les sélections de joueurs internationaux chez les jeunes mais n'ayant jamais été appelés aux échelons supérieurs une fois l'âge-limite dépassé ou les joueurs ayant pris leur retraite internationale.

### Joueurs emblématiques

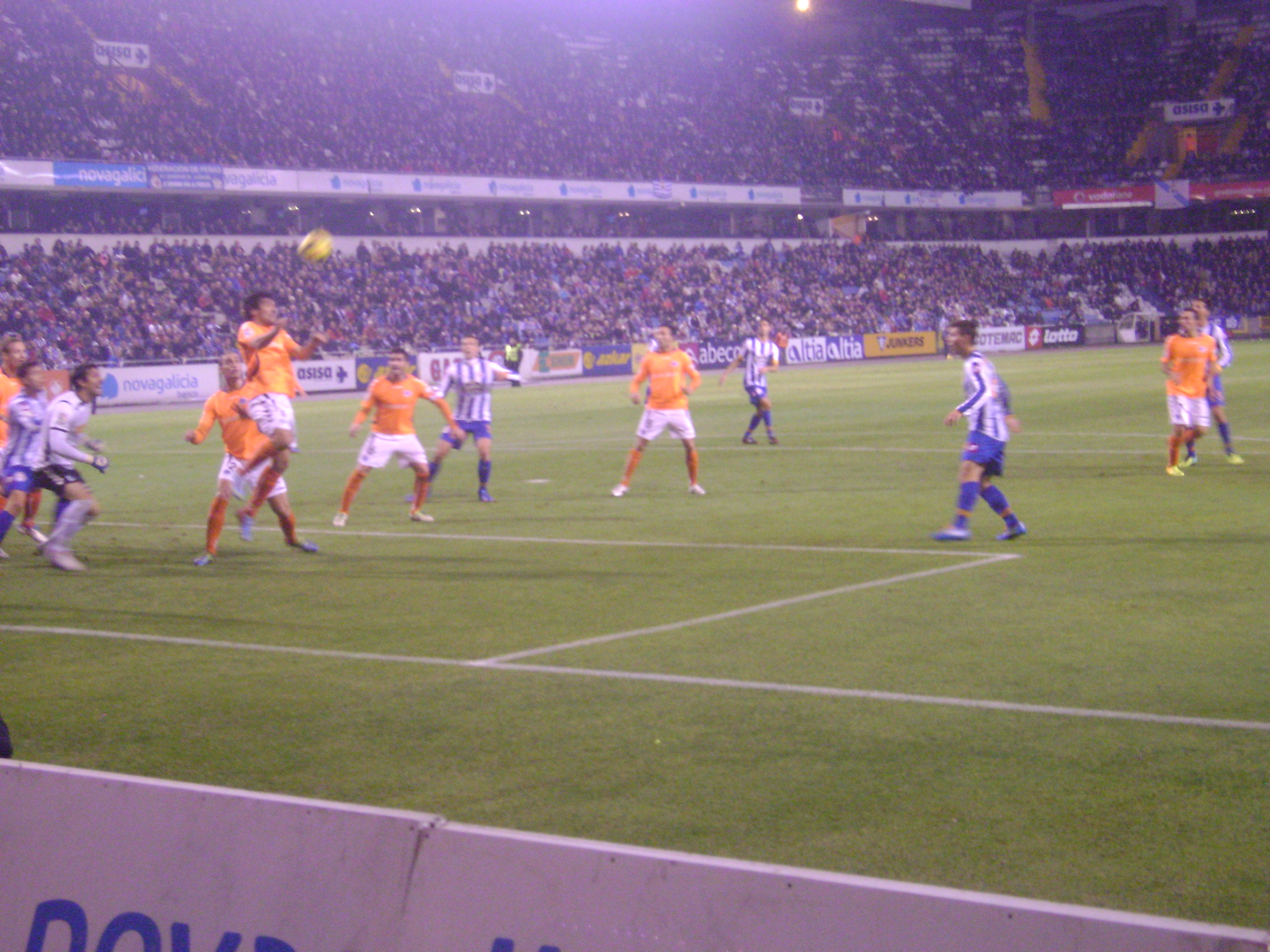
Deportivo de La Coruña vs. Deportivo Alavés.

- Medhi Lacen
- Martín Astudillo
- Hernán Bernardello
- Roberto Bonano
- Fabricio Coloccini
- Franco Costanzo
- Hermes Desio
- Martín Palermo
- Mauricio Pellegrino
- Jorge Valdano
- John Aloisi
- Ronny Gaspercic
- Meho Kodro
- Miroslav Stevanović
- Blagoy Georgiev
- Guillermo Maripán
- Daniel Torres
- Alexanko
- Juan Arza
- Alberto Belsué
- Iván Campo
- Ciriaco
- Roberto Echevarría
- Abelardo
- Manu García
- Delfí Geli
- Gerard
- Santiago Idígoras
- Bojan Krkić
- Simón Lecue
- Adrián López
- Luis López Rekarte
- Mané
- Javi Moreno
- Munir
- Manuel Olivares
- Jacinto Quincoces
- Fede
- Julio Salinas
- Juan Antonio Señor
- Raúl Tamudo
- Ernesto Valverde
- Borja Viguera
- Richard Dutruel
- Stéphane Porato
- Henri Antchouet
- Patrick Twumasi
- Mubarak Wakaso
- Rodolfo Bodipo
- Juvenal
- Jesús Owono
- Walter Martinez
- Krisztián Vadócz
- Nicola Berti
- Takashi Inui
- Zouhair Feddal
- Bartholomew Ogbeche
- Dan Eggen
- Hernán Pérez
- Óscar Romero
- Jordi Cruyff
- Richard Witschge
- Cosmin Contra
- Adrian Ilie
- Bogdan Mara
- Dmitri Kuznetsov
- Aleksandr Mostovoï
- Pape Sarr
- Pape Thiaw
- Darko Brašanac
- Ranko Despotović
- Aleksandar Katai
- Nenad Krstičić
- Ivan Tomić
- Dalibor Stevanović
- Jiří Jarošík
- John Guidetti
- José Gómez
- Diego Rolán
- Christian Santos